# 拿騷-威爾堡的亨麗埃特 (1797-1829)
拿騷-威爾堡的亨麗埃特（德語：Henriette von Nassau-Weilburg，1797年10月30日—1829年12月29日），泰申公爵夫人，拿騷-威爾堡親王腓特烈·威廉的女兒。

## 家庭
1815年，亨麗埃特與泰申公爵、奧地利的卡爾大公結婚，兩人共有4子2女：
1. 瑪麗亞·特蕾莎（1816年—1867年），兩西西里王后
2. 阿爾布雷希特（1817年—1895年），泰申公爵
3. 卡爾·斐迪南（1818年—1874年）
4. 腓特烈·斐迪南（英语：Archduke Friedrich of Austria (1821–1847)）（1821年—1847年）
5. 瑪麗亞·卡羅琳娜（英语：Archduchess Maria Karoline of Austria）（1825年—1915年）
6. 威廉·法蘭茲（英语：Archduke Wilhelm Franz of Austria）（1827年—1894年）